# Jean-Baptiste Saint-Jure
Jean-Baptiste Saint-Jure ou Saint-Juré (1588-1657) est un prêtre et écrivain jésuite. Bérullien spiritualiste, il a laissé de nombreux ouvrages religieux.

## Biographie
Jean-Baptiste Saint-Jure, ou Sainct-Jure, naît à Metz en 1588. Il entre comme novice de la Compagnie de Jésus à Nancy en 1604. Il est le fondateur d'un établissement d'enseignement à Alençon dont il est le premier recteur. Il sera par la suite recteur de divers autres collèges, à Amiens, Orléans et Paris.
Il est connu pour avoir été, à la suite d'un autre père Jésuite, Jean-Joseph Surin, le directeur spirituel de la célèbre sœur Jeanne des Anges après que celle-ci eut été délivrée des démons qui la possédaient et avec qui il échangea une volumineuse correspondance. Il fut également le père spirituel de Gaston de Renty.
Jean-Baptiste Saint-Jure décéda le 3 avril 1657 à Paris.

## Œuvres
- L'Homme Religieux, Des Règles et des Vœux de la Religion, Bechet, Paris, 1663 ;
- De la Connoissance et de l'amour du fils de Dieu Nostre Seigneur Jésus-Christ, Paris : S. Cramoisy et G. Cramoisy, 1656 ;
- L'union, 1653 ;
- La vie de M. de Renty, 1651 ;
- Méditations sur les plus grandes et plus importantes véritez de la foy, rapportées aux trois vies spirituelles, à la purgative, à l'illuminative et à l'unitive, Vve J. Camusat, Paris, 1649 ;
- L'homme spirituel, où la vie spirituelle est traitée par ses principes, S. et G. Cramoisy, Paris, 1646 ;
- Le Livre des éluz. Jésus-Christ en croix, Vve J. Camusat, Paris , 1643 ;
- Les trois filles de Job
- De la connaissance et de l’amour du Fils de Dieu, 1634 ;
- Les Petites actions  (sd).